# István Rózsavölgyi
István Rózsavölgyi (Budapest,
Hungría, 30 de marzo de 1929-27 de enero de 2012) fue un atleta húngaro, especializado en la prueba de 1500 m en la que llegó a ser medallista de bronce olímpico en 1960.

## Carrera deportiva
En los JJ. OO. de Roma 1960 ganó la medalla de bronce en los 1500 metros, con un tiempo de 3:39.2 segundos, llegando a meta tras el australiano Herb Elliott que con 3:35.6 s batió el récord del mundo, y el francés Michel Jazy.